# 丸龜站
丸龜站（日语：／ Marugame eki */?）是一位於日本香川縣丸龜市新町、隸屬於四國旅客鐵道（JR四國）的鐵路車站。車站編號為Y10。
除了臨時列車外，所有等級的列車皆於本站停車。2013年度，丸龜站的使用人數在全四國JR車站中排行第6。

## 車站建築
現時站舍已經是第四代，是因應瀨戶大橋通車後而改建，並將車站由地面站變為架空站。設計模式如與宇多津站相近，只是加添了2樓的轉接樓層。
地下中央部份為車站大堂，入閘口設於車站中央位置，並以自動樓梯連接至月台。2014年3月1日起於人手閘口增設對應ICOCA的感應器。大堂內設有附設綠窗口的Warp Centre、觀光中心、自動售票機、多用途休息室、自動櫃員機、洗手間等設施，另外亦有多間商店，包括JR四國子公司的四國便利商店及麵包店Willie Winkie、咖啡室「Cafe Station」、糖菓店「Candy Station」以及日本租車丸龜店。
現時車站設有側式月台2個，提供2面2線的配置，有效長度為8卡。未高架化前，則為側式、島式各1個，提供2面3線配置。其中舊3號月台為避線軌，有效長度達11卡。

### 月台配置
| 月台 | 路線    | 方向 | 目的地                       | 備註                                |
| ---- | ------- | ---- | ---------------------------- | ----------------------------------- |
| 1    | ■予讚線 | 下行 | 觀音寺、松山、琴平、高知方向 | 一部分列車經多度津站直通至■土讚線   |
| 2    | ■予讚線 | 上行 | 坂出、高松、岡山方向         | 一部分列車經宇多津站直通■瀨戶大橋線 |

## 歷史
- 1889年5月23日：隨讚岐鐵道琴平站至本站通車而開業。
- 1897年2月21日：伸延至高松，改為中途站。
- 1904年12月1日：經營權改由山陽鐵道營運。
- 1906年：鐵道國有化，成為日本國有鐵道車站。
- 1982年5月15日：貨物轉運服務中止。
- 1986年11月1日：行李託運服務中止。
- 1987年4月1日：日本國鐵分割民營化，車站的營運由JR四國繼承。
- 2014年3月1日：於閘口增設對應西日本ICOCA咭的感應器[3]。

## 使用情況
| 上車人次推算 | 上車人次推算 |
| 年度         | 1日平均人數  |
| ------------ | ------------ |
| 2006         | 4,230        |
| 2007         |              |
| 2008         | 4,334        |
| 2009         | 4,138        |
| 2010         | 3,866        |
| 2011         | 3,826        |
| 2012         |              |
| 2013         | 3,929        |
| 2014         | 3,874        |
| 2015         | 3,948        |

## 相鄰車站
四國旅客鐵道（JR四國）
■予讚線
- 特急「潮風」、「石槌」、「南風」、「四萬十」停靠站

■快速「Sunport」、■普通
宇多津（Y09）－丸龜（Y10）－讚岐鹽屋（Y11）

## 外部連結
- JR四國丸龜站